# 買取
| ウィキペディアには「買取」という見出しの百科事典記事はありません（タイトルに「買取」を含むページの一覧/「買取」で始まるページの一覧）。 代わりにウィクショナリーのページ「買取」が役に立つかもしれません。 |